# پوینتس (ویرجینیای غربی)
پوینتس (به انگلیسی: Points) یک منطقهٔ مسکونی در ایالات متحده آمریکا است که در شهرستان همپشر، ویرجینیای غربی واقع شده‌است. پوینتس ۴۷۸ نفر جمعیت دارد.